# Разработка приложений для мобильных устройств
Разработка приложений для мобильных устройств — это процесс, при котором приложения разрабатываются для небольших портативных устройств, таких, как КПК, смартфоны или сотовые телефоны. Эти приложения могут быть предустановлены на устройство в процессе производства, загружены пользователем с помощью различных платформ для распространения ПО или являться веб-приложениями, которые обрабатываются на стороне клиента (JavaScript) или сервера.

## Разработчики приложений в мире
Во всём мире существует множество разработчиков. Это быстрорастущий рынок с миллиардными оборотами.

## Среды выполнения
Android, iOS, BlackBerry, Open webOS, Symbian OS, Bada от Samsung, и Windows Mobile поддерживают стандартные бинарные файлы приложений как на персональных компьютерах с кодом, выполняющимся на процессоре определённого формата (в основном используется архитектура ARM). Windows Mobile может быть скомпилирована для архитектуры x86 для отладки на ПК без эмуляции процессора, а также поддерживает формат Portable Executable (PE), связанный с .NET Framework. Windows Mobile, Android, HP webOS и iOS предоставляют бесплатные SDK и интегрированные среды разработки для разработчиков.

## Платформы для разработки
Каждая из платформ для мобильных приложений имеет интегрированную среду разработки, предоставляющую инструменты, позволяющие разработчику программировать, тестировать и внедрять приложения на целевую платформу.
В таблице собраны сведения о разработке приложений для каждой среды.
|                                             | Язык программирования | Доступный отладчик                                                                              | Доступный эмулятор | Доступная интегрированная среда разработки                                               | Платформы для разработки | Установочный пакет                                                            | Стоимость инструментов для разработки |
| Adobe AIR                                   | Action Script, HTML, CSS, JavaScript                                                                                              | Да                                                                                              | Да | Flash Builder, Flash Professional, Flash Develop                                         | iOS (iPhone, iPad, iPod touch), Android, BlackBerry, Desktop | Собственный формат для каждой платформы                                       | Flash Builder, Flash Professional — Доступные коммерческие лицензии, Adobe AIR SDK (command line tool) — бесплатно, Flash Develop - бесплатно. |
| Airplay SDK (сейчас Marmalade)              | C, C++ | Да                                                                                              | Да | Visual Studio, XCode                                                                     | Android, BlackBerry, BREW, iOS (iPhone), Maemo, Palm/webOS, Samsung bada, Symbian, Windows Mobile 6.x, OSX                                                             | Собственный формат для каждой платформы                                       | Доступны коммерческие лицензии |
| alcheMo                                     | Java | отладчик встроен в Visual Studio, Eclipse и XCode                                               | эмулятор доступен в соответствующих IDE | Visual Studio, Eclipse, XCode                                                            | Android, BREW, iOS (iPhone), Windows Mobile | Собственный формат для каждой платформы                                       | Доступна коммерческая лицензия |
| Android Studio                              | Java, частично C, C++, Delphi, Kotlin                                                                                             | встроенные отладчики Android Studio и Eclipse, доступна автономная отладка                      | Да | Android Studio, Eclipse, Проект Kenai — плагин Android для NetBeans, IntelliJ IDEA       | Android | apk                                                                           | бесплатно, Delphi — доступна коммерческая лицензия |
| Application Craft                           | JavaScript, HTML5, CSS | Да                                                                                              | Да, эмулятор используется в Ripple | Облачная IDE                                                                             | Android, iOS, Blackberry, Windows Mobile, Bada, WebOS, Symbian. | основано на облаке/браузере                                                   | свободный и открытый источник |
| Appcelerator                                | JavaScript | Да, в Titanium Studio, в наст. время beta.                                                      | Эмулятор доступен в инструментах сторонних производителей                                                                                          | внутренний SDK                                                                           | Android, iPhone, BlackBerry | Собственный формат для каждой платформы                                       | лицензия Apache 2.0, доступна коммерческая лицензия |
| Appception                                  | HTML5, CSS, JavaScript | Да                                                                                              | Да | Облачная IDE                                                                             | Android | Собственный формат для каждой платформы                                       | доступны бесплатная и коммерческая лицензии |
| appMobi                                     | JavaScript, CSS3, HTML5 | Да, XDK (Google Chrome App Store)                                                               | Да, в XDK | интегрировано в предпочитаемую разработчиком (VS, Notepad ++, VI)                        | iOS, Android, HTML5 Web Apps, HTML5 Hybrid Apps | Собственный формат для каждой платформы                                       | бесплатно для разработки, платные облачные сервисы |
| Aqua                                        | C, C++, JavaScript | Да                                                                                              | Да | Visual Studio, XCode, Eclipse (среда разработки)                                         | Android, BlackBerry Playbook, iOS, Palm/webOS, Samsung bada, Windows Mobile 6.x, Windows Desktop                                                                       | Собственный формат для каждой платформы                                       | доступны бесплатная и коммерческая лицензии |
| Basic4android                               | Visual Basic | Да                                                                                              | Да | Да                                                                                       | Android | apk                                                                           | доступна коммерческая лицензия |
| BatteryTech                                 | C, C++ | Да                                                                                              | собственный эмулятор для каждой платформы (iOS, Android…)                                                                                          | Eclipse, Visual Studio, XCode                                                            | Android, iOS (iPhone), Windows, OSX | Собственный формат для каждой платформы                                       | доступна коммерческая лицензия |
| Bedrock (сейчас webMethods Mobile Designer) | Java | Да                                                                                              | Да | Eclipse                                                                                  | Java ME, Android, BREW, BlackBerry, Nintendo DS, iOS (iPhone/iPad), Palm/webOS, Sony PSP, Samsung bada, Symbian, Windows Mobile, Windows Phone 7, Windows Desktop, OSX | Собственный формат для каждой платформы                                       | доступна коммерческая лицензия |
| BlackBerry                                  | Java | отладчик встроен в IDE                                                                          | Да | Eclipse                                                                                  | BlackBerry | alx, cod                                                                      | бесплатно |
| BREW                                        | C; API предоставлены на C с интерфейсом в стиле C++.                                                                              | Поддержка отладчика для целевого ARM кода. Можно использовать Visual Studio для отладки на x86. | Нет эмулятора для ARM-кода, имеется симулятор для тестирования на x86.                                                                             | Visual Studio 6.0, Visual Studio 2003 .NET, Visual Studio 2005                           | Компиляция в специальную версию BREW доступна на КПК. | OTA                                                                           | Ключи для разработки требуют Brew App Certification — ежегодная плата VeriSign для сертифицированного разработчика. ARM-компилятор BREW (доступен бесплатный GNU C/C++, но с ограниченной функциональностью и поддержкой). Требуется тестировочный ключ BREW для разработки приложений. |
| Canappi                                     | mdsl | Собственные отладчики для каждой платформы (iOS, Android…)                                      | Собственные эмуляторы для каждой платформы (iOS, Android…)                                                                                         | Eclipse, с плагином mdsl, Apple Interface Builder и Balsamiq для графического UI-дизайна | iOS, Android. | собственное внедрение для каждой платформы.                                   | доступны свободная и коммерческая лицензии |
| CellSDK                                     | C# | Да                                                                                              | Да | Visual Studio and MonoDevelop                                                            | Android, iOS and Windows Phone | Собственный формат для каждой платформы                                       | доступны свободная и коммерческая лицензии |
| Celsius                                     | Java | Да                                                                                              | Да | Eclipse                                                                                  | Java ME, Android, BlackBerry, iPhone, Symbian, Windows Mobile | Собственный формат для каждой платформы                                       | доступна коммерческая лицензия |
| CloudPact                                   | HTML, CSS, JavaScript | Да                                                                                              | Да | облачная IDE или загружаемая версия                                                      | Android, BlackBerry, iPhone, Windows Mobile | OTA или собственный формат для каждой платформы                               | бесплатная ограниченная trial-версия и планируется Enterprise-версия |
| CodenameOne                                 | Java | Да                                                                                              | Да | Netbeans, Eclipse (среда разработки)                                                     | iOS (iPhone, iPad, iPod touch), Android, BlackBerry, WIN7, J2ME | Собственный формат для каждой платформы                                       | свободный и открытый источник + платные облачные сервисы |
| CoStore                                     | сетевой drag-and-drop | N/A                                                                                             | Да | сетевой создатель приложений                                                             | iOS, Android, HTML5 | Собственный формат внедрения или основанный на сети                           | бесплатная неограниченная trial-версия; доступны коммерческие лицензии для внедрения. |
| Corona SDK                                  | Lua | Да                                                                                              | Да | Xcode                                                                                    | iOS, Android, NOOK Color | Собственный формат внедрения для каждой платформы                             | бесплатная неограниченная trial-версия; доступны коммерческие лицензии для внедрения. |
| CrossMob                                    | C, C++ | Да                                                                                              | собственный эмулятор или OTA-тестирование | Visual Studio, Xcode                                                                     | iOS, Android | OTA                                                                           | свободная beta-версия |
| DragonRAD                                   | визуальные drag-and-drop-элементы                                                                                                 | Да                                                                                              | использует сторонние эмуляторы | подходящая IDE                                                                           | Android, BlackBerry, Windows Mobile | OTA                                                                           | доступны свободная и коммерческая лицензии |
| FeedHenry                                   | HTML, CSS, JavaScript | Да                                                                                              | Да | Studio включает полную IDE и плагин Eclipse.                                             | Apple iPhone & iPad, Android, Windows Phone 7, Blackberry, Nokia WRT.                                                                                                  | собственный формат для каждой платформы                                       | свободная, профессиональная и планируется Enterprise-версии |
| Fivespark                                   | сетевой point-and-click редактор                                                                                                  | N/A                                                                                             | Отображается в браузере | сетевой создатель приложений                                                             | Android, BlackBerry, iOS и Windows Phone 7 | HTML5 OTA                                                                     | бесплатно для разработки |
| GameMaker Studio                            | Drag-and-Drop, GML (GameMaker Language)                                                                                           | Да                                                                                              | Да | встроенная IDE                                                                           | Android, Apple iOS (iPhone, iPad), HTML5, Mac OS X, Windows | Собственный формат для каждой платформы                                       | Коммерческая лицензии |
| GeneXus for Mobile and Smart Devices        | Представление знаний и декларативное программирование для простой разработки, код автоматически генерируется для каждой платформы | Нет                                                                                             | Нет | подходящая IDE                                                                           | Android, Apple iOS (iPhone, iPad), BlackBerry и HTML5 по желанию | Собственный формат для каждой платформы и также основанный на облаке/браузере | Бесплатно для пробы, доступны коммерческая и Enterprise лицензии |
| Gideros Mobile                              | Lua | No                                                                                              | Да | подходящая IDE                                                                           | iPhone, iPad, iPod Touch, Android | Собственный формат для каждой платформы                                       | доступны бесплатная и коммерческая лицензии |
| Haxe NME (сейчас OpenFL)                    | Haxe | N/A                                                                                             | Собственный эмулятор для каждой платформы (iOS, Android…)                                                                                          | FlashDevelop                                                                             | iOS, Android, webOS, BlackBerry, | Собственный формат для каждой платформы                                       | бесплатная и открытая |
| HyperHive                                   | C++, Python | N/A                                                                                             | Собственный эмулятор для каждой платформы | внутренний SDK                                                                           | iOS, Android, Windows, кроссплатформенные приложения | Собственный формат для каждой платформы                                       | Standalone Edition, Cloud Edition, лицензия разработчика |
| IBM Worklight                               | HTML5, CSS и JavaScript | Да                                                                                              | поставляется с IDE. | плагины на Eclipse                                                                       | Android, BlackBerry, iOS и Windows Phone 7 | Собственный формат для каждой платформы.                                      | бесплатная ознакомительная версия, доступна коммерческая лицензия. |
| iOS SDK                                     | Objective-C, Swift | отладчик встроен в Xcode IDE                                                                    | в комплекте с iPhone SDK, интегрирован с Xcode IDE                                                                                                 | Xcode                                                                                    | iPhone, iPad, iPod Touch | только через App Store, требует проверки и утверждения Apple Inc.             | Инструменты бесплатны для основанных на Intel Mac. Тестирование на симуляторе бесплатно, но установка на устройство требует платный ключ разработчика. |
| iOS SDK                                     | Object Pascal, C++ | отладчик встроен в Xcode IDE                                                                    | включен в Delphi XE2 professional и выше, C++ в C++ Builder XE6                                                                                    | Embarcadero Delphi XE2, Embarcadero C++ Builder XE6                                      | iPhone, iPad, iPod Touch | только через App Store, требуется обзор и одобрение Apple Inc.                | Разработка требует основанный на Intel Mac и IDE на Windows. Разработка на Windows, Компиляция и внедрение должны выполняться на Mac. Тестирование на симуляторе бесплатно, но установка на устройство требует платный ключ разработчика.                                               |
| IwGame Engine                               | C, C++ | отладчики Visual Studio / XCode                                                                 | Да, через Marmalade SDK эмулятор | Visual Studio / XCode                                                                    | iPhone, iPod и iPad, Android, Bada, Blackberry BBX (Playbook), Symbian, WebOS, Windows Mobile, Mobile Linux, LG-TV, Windows Desktop, Mac OS X                          | Собственный формат для каждой платформы.                                      | Бесплатный и открытый исходник, использует Marmalade SDK - |
| Java ME                                     | Java | Да                                                                                              | доступен эмулятор, Sun Java Wireless Toolkit, mpowerplayer                                                                                         | Eclipse, LMA NetBeans Mobility Pack                                                      | многие реализации VM имеют зависящие от устройства ошибки | Jad/Jar пакет; PRC файлы в PalmOS                                             | бесплатно |
| JMango                                      | JMango | N/A                                                                                             | N/A | JMango Flash IDE                                                                         | Java ME, Android, Bada, BlackBerry, iPhone, Windows Mobile 6, Windows Phone 7                                                                                          | Собственный формат для каждой платформы                                       | бесплатно |
| July Systems Mi™ Platform                   | Java, HTML, Groovy, FreeMarker, JavaScript                                                                                        | Да                                                                                              | Да | IDE — Eclipse с GUI Editor                                                               | iOS, Android, Blackberry, WP7, Mobile Web, HTML5, QT | Собственный формат для каждой платформы                                       | доступна коммерческая лицензия |
| Kony                                        | Графический Drag-and-Drop | Да                                                                                              | использует собственный эмулятор для каждой платформы(iOS, Android, BlackBerry, Windows Phone 7)                                                    | основанные на Eclipse                                                                    | Android, BlackBerry, iOS, Java ME, Palm/webOS, Symbian, Windows Phone 7. Поддержка мобильного веб-браузера (WML через оптимизированный для устройства HTML5)           | Собственный формат для каждой платформы                                       | доступна коммерческая лицензия |
| Lazarus                                     | Object Pascal | Да, можно отлаживать в IDE через ActiveSync для Windows CE                                      | Собственный эмулятор для каждой платформы | Lazarus IDE, включает интегрированный GUI-дизайнер и отладчик                            | Компилируемый язык программирования доступен для Windows CE, устройств на Linux, Symbian OS в разработке                                                               | Собственный формат для каждой платформы                                       | бесплатно |
| Macromedia Flash Lite                       | ActionScript | Да                                                                                              | связан с IDE | Macromedia Flash MX2004/8, Eclipse                                                       | Да | SIS / CAB внедрение или OTA/IR/Bluetooth SWF files                            | Различно, бесплатно но ограничено с MTASC |
| основанные на Microbrowser                  | XHTML (WAP 2.0), WML (WAP 1.2) | Да                                                                                              | много | много                                                                                    | Стандартный рендеринг страниц с постраничной настройкой для разных браузеров.                                                                                          | Нет данных                                                                    | бесплатно |
| Meme IDE                                    | MemeScript | Проверка предоставляется в обзоре проблем.                                                      | Да, может быть интегрирован эмулятор Android | Eclipse RCP                                                                              | Android, Windows Mobile | Собственный формат для каждой платформы                                       | бесплатно для разработки |
| MobiFlex                                    | Графический drag & drop. | N/A                                                                                             | N/A | Web Portal                                                                               | Android, iPhone | N/A                                                                           | свободно только для разработки |
| MobileNationHQ                              | визуальный paradigm/javascript | N/A                                                                                             | N/A, моментальное облачное внедрение. | интегрированная SaaS-среда                                                               | Android, iPhone | N/A                                                                           | свободная и коммерческая лицензии |
| Moscrif                                     | JavaScript | N/A                                                                                             | поставляется с Moscrif SDK | Встроенный SDK (Mono based)                                                              | Android, iOS (iPhone), Samsung bada, Symbian, Windows Mobile | Собственный формат для каждой платформы.                                      | свободная и коммерческая лицензии |
| Mono for Android                            | C# | Да                                                                                              | Да | Visual Studio 2005 и MonoDevelop                                                         | Android | Собственный формат для каждой платформы                                       | |
| MonoTouch                                   | C# | Да                                                                                              | Да | Visual Studio 2005 и MonoDevelop                                                         | iOS | Собственный формат платформы                                                  | |
| MoSync                                      | C, C++, Lua, HTML5, CSS, JavaScript                                                                                               | Да                                                                                              | Да | Eclipse, Visual Studio 2005 и выше, MoBuild w/ текстовые редакторы                       | Android, Java ME, Moblin, iOS (iPhone), Smartphone 2003, Symbian, Windows Mobile (Pocket PC), Blackberry (экспериментально)                                            | SIS, CAB, JAD, JAR, APK, OTA                                                  | бесплатно, GPL 2.0, бесплатная подписка Indie; доступна коммерческая подписка. |
| Toura Mulberry                              | HTML5, CSS, JavaScript | Да                                                                                              | Нет, инструменты сторонних производителей | Нет, инструменты сторонних производителей                                                | Android, Apple iOS, Mobile Web | Собственный формат для каждой платформы, OTA.                                 | бесплатно |
| NeoMAD                                      | Java | Да                                                                                              | эмуляторы сторонних производителей | плагины Eclipse и Netbeans                                                               | Java ME, Android, BlackBerry, Windows Phone 7, iOS (iPhone) и скоро Samsung bada                                                                                       | Собственный формат для каждой платформы                                       | доступна коммерческая лицензия |
| .NET Compact Framework                      | C#, VB.NET, Basic4ppc | Да                                                                                              | бесплатный эмулятор, доступен исходный код, также встроен в IDE                                                                                    | Visual Studio 2008, 2005, 2003, Basic4ppc IDE                                            | Windows Mobile, Windows CE, устройства на Symbian с использованием сторонних инструментов.                                                                             | OTA файлы CAB, ActiveSync                                                     | большинство инструментов бесплатно, но требуются коммерческие версии Visual Studio для графического дизайна. |
| NS BASIC/App Studio                         | Visual Basic | Да                                                                                              | Нет, Тестирование в браузерах Chrome или Safari | подходящая IDE                                                                           | iPhone, iPad, iPad Touch, Android 2.1+ | Java Web App или собственное внедрение с использованием Phonegap              | доступны ознакомительная версия и коммерческая лицензия. |
| OpenPlug                                    | ActionScript, XML | Да                                                                                              | Да | плагин OpenPlug ELIPS для Adobe Flash Builder                                            | Android, iOS (iPad, iPhone, iPod Touch), Symbian, Windows Mobile | Собственный формат для каждой платформы                                       | свободная и коммерческая лицензии |
| Palm OS                                     | C, C++, Pascal | Да                                                                                              | OS 1.0 — 4.1: бесплатный эмулятор, предоставленный PalmSource (Access); OS 5.0: — 5.4 Симуляторы конкретных устройств предоставлены Palm (palmOne) | Palm OS Development System (Eclipse), CodeWarrior, PocketStudio, HB++, Satellite Forms   | Palm OS КПК, или Windows Mobile с эмулятором StyleTap. | файлы PRC, PalmSource-установщик (.psi)                                       | бесплатно (POSE или GCC для Palm OS), или платно (CodeWarrior), или различные платные фреймворки для быстрой разработки |
| Particle SDK                                | Java, ActionScript | Да                                                                                              | Да | плагин Eclipse с редактором GUI                                                          | Android, BlackBerry, iOS, webOS, и устройства на Windows Phone 7 + Flash, HTML5 веб-приложения                                                                         | Собственный формат для каждой платформы                                       | свободная beta-версия. Будет доступна коммерческая лицензия. |
| PhoneGap                                    | HTML, CSS, JavaScript | Да                                                                                              | Нет, сторонние инструменты. | Нет, сторонние инструменты.                                                              | iPhone, Android, Windows Phone, BlackBerry, Symbian, Palm | Собственный формат для каждой платформы                                       | лицензия MIT |
| Python                                      | Python | Да                                                                                              | Add-on для Nokia Emulator | Различные, включая плагины для Eclipse                                                   | Интерпретируемый язык программирования доступен только на Nokia Series60, но существуют порты на другие платформы, включая PalmOS                                      | Sis внедрение с py2sis или можно использовать Python Runtime                  | свободно |
| Qt SDK                                      | C++, QML | Да                                                                                              | Да | Qt Creator                                                                               | Symbian, Maemo, MeeGo, Linux, Windows, Mac OS X, iOS, Android | собственный формат для каждой платформы                                       | свободная и коммерческая лицензии |
| RareWire - App Creation Studio              | XML | Да                                                                                              | Да | облачная IDE                                                                             | iOS (iPhone, iPad, iPod touch), Android(скоро) | собственный формат для каждой платформы                                       | свободные разработка, тестирование и демонстрация. Платная публикация. |
| Resco MobileForms Toolkit                   | C# | Да                                                                                              | Да | Visual Studio                                                                            | Windows Mobile (Pocket PC), Windows CE, Android, iOS, Smartphone | собственный формат для каждой платформы                                       | доступны бесплатная и коммерческая лицензии |
| Rhomobile                                   | Ruby и/или JavaScript с особенностями интерфейса HTML, компилирующийся в приложение для каждой платформы.                         | Да                                                                                              | N/A, приложения могут запускаться на Win32, OS X и Linux runner, или на эмуляторе устройства для поддерживаемых платформ.                          | xCode или Eclipse, по требованию версия RhoHub, включающая полную IDE                    | iOS (до 12.0)(iPhone до X/XS/XR, iPad), Windows Mobile 6.1 Professional, Mobile Windows 6.0 Standard, Android 4.4 - 9 и выше, Sailfish( Аврора )                       | OTA, iOS через App store, .SIS, .CAB, .APK, .COD                              | Rhodes — бесплатный и открытый источник с лицензией MIT, RhoConnect — MIT. Доступна коммерческая поддержка. |
| Smartface Platform                          | Drag-and-drop инструменты и редактирование действий                                                                               | Нет, не нужен                                                                                   | Да | Smartface Designer                                                                       | Android, BlackBerry, J2ME, Symbian S60 | Собственный формат для каждой платформы.                                      | лицензия Community |
| Stencyl                                     | Drag-and-drop редактор, основанный на MIT Scratch, Objective-C                                                                    | Да                                                                                              | Да | Xcode                                                                                    | iOS (iPad, iPhone, iPod Touch) | собственный формат для каждой платформы                                       | доступны бесплатная и коммерческая лицензии для разработки. |
| Symbian                                     | C++ | Да                                                                                              | Да | Различные                                                                                | Symbian | SIS внедрение                                                                 | доступны бесплатные и коммерческие инструменты |
| Tiggzi Mobile App Builder                   | сетевой визуальный редактор, HTML5, CSS, JavaScript, jQuery Mobile, PhoneGap                                                      | Да, в специальном окне отладки.                                                                 | Не нужен, тестирование в браузере или на устройстве.                                                                                               | сетевая IDE, можно экспортировать в проект Eclipse или Maven.                            | Mobile Web (HTML/JS/CSS), iOS, Android, BlackBerry, Windows Phone 7 | собственный формат для каждой платформы или mobile Web (HTML/JS/CSS)          | бесплатно и платная месячная подписка для разработки, доступны опции размещения. |
| TotalCross                                  | Java | Да                                                                                              | Да | Eclipse, TKN Mobile Studio для TotalCross                                                | Android, BlackBerry, iOS (iPhone, iPad), Palm OS, Windows Mobile. Windows Phone 7, планируется Symbian                                                                 | Собственный формат для каждой платформы (cab, jad, apk, pdb/prc, deb)         | SDK — открытый исходник и бесплатно для разработки на desktop. VM для целевого устройства должна иметь лицензию |
| Unity                                       | C#, JavaScript, Boo, другие языки, основанные на .NET                                                                             | Да                                                                                              | Управление используется для моделирования взаимодействия устройства перед загрузкой приложения на устройство.                                      | Unity Editor, также работает с Visual Studio и MonoDevelop.                              | Android, iOS (iPhone/iPad), PC, Mac, desktop browser, XBOX360, PS3, Wii. BlackBerry Playbook, Nokia Symbian, Roku 2 и другие доступны через программу Union.           | собственный формат для каждой платформы.                                      | бесплатная и коммерческая лицензии для разработки. |
| WebORB Integration Server                   | C#, VB.NET, Java, PHP, ActionScript, JavaScript, Objective-C, XML                                                                 | Да                                                                                              | использует эмулятор для соответствующих SDK. | работает с Eclipse, Visual Studio, intelliJ IDEA и Amethyst IDE                          | Android, iOS (iPhone/iPad), BlackBerry Playbook, Windows Phone7 | собственный формат для каждой платформы.                                      | бесплатные лицензии для разработки; Free and Commercial deployment licenses |
| webOS                                       | JavaScript, CSS, HTML, C and C++ through the PDK                                                                                  | Да                                                                                              | Да | Eclipse                                                                                  | webOS, только Palm | OTA, webOS через App store, Web URL, Precentral, .ipk                         | бесплатно |
| WinDev Mobile                               | WLanguage | Да                                                                                              | Да | WinDev Mobile, Android DSK                                                               | Android, Windows Mobile | OTA, apk, файлы CAB, ActiveSync                                               | доступны коммерческие лицензии |
| Windows Mobile                              | C, C++ | Да                                                                                              | эмулятор (доступный исходник), также встроен в IDE                                                                                                 | Visual Studio 2010, 2008, 2005, eMbedded VC++ (бесплатно), Satellite Forms               | Windows Mobile, Windows FU, Windows CE | OTA, файлы CAB, ActiveSync                                                    | доступные инструменты командной строки или eMbedded VC++, или Visual Studio (Стандартная версия или лучше) |
| Windows Mobile                              | Visual Basic Scripting Edition | Да                                                                                              | Да | eMbedded VB 3.0                                                                          | Windows Mobile, Windows CE | CAB, *.VB-файлы                                                               | |
| Windows Phone                               | C# | Да                                                                                              | Доступный эмулятор, поставляется с IDE | Visual Studio 2010                                                                       | Windows Phone | OTA, файлы XAP                                                                | |
| mobileFX Studio 7                           | J2me, Java, HTML5, JavaScript | Да, WTK для J2me, Интеграция с отладчиком Chrome V8 для JavaScript                              | Да, WTK для BlackBerry SDK для J2me, браузеры WebKit, iPhone, iPad и устройства на Android для HTML5/JavaScript                                    | mobileFX Studio 7 (Windows XP, Windows 7)                                                | платформы PhoneGap и собственные компиляторы для J2me (BlackBerry, NOKIA S40/S60, SE JP7/8, Motorola, Samsung, LG, и т. д.)                                            | OTA (SMS), Bluetooth (OBEX), OTA (размещение), QRCode-to-mobile               | бесплатно |

## Тестирование приложений
Список инструментов тестирования приложений для мобильных устройств:
- Эмуляторы
- Облачные платформы устройств
- Автоматизированное воспроизведение скриптовых тестов
- Нагрузочное тестирование
- Манкитестинг
- Сборщики статистики

## Эмуляторы мобильных устройств
Сперва приложение тестируется в среде разработки с использованием эмулятора. После этого приложение тестируется на устройстве.
Эмуляторы являются простым способом тестировать приложение на мобильном телефоне, не используя его физически.
Кроме этого, эмуляторы используются в случаях, когда у разработчиков нет возможности проверить работоспособность приложения на той или иной платформе (например, у разработчика отсутствует устройство на IOS, Android или Windows Phone). Ниже представлен список доступных инструментов для тестирования приложений среди самых популярных мобильных операционных систем:
- Google Android Emulator[2]

Android Эмулятор запускается на Windows как отдельное приложение без необходимости полностью загружать и устанавливать Android SDK.
- Официальный Android SDK Emulator[3]

Включает в себя эмулятор мобильного устройства, который реализует все аппаратные и программные особенности типичного устройства.
- MobiOne[4]

MobiOne Developer — это mobile Web IDE для Windows, помогающее разработчику программировать, тестировать, отлаживать, упаковывать и внедрять мобильные веб-приложения на устройства, такие, как iPhone, BlackBerry, устройства на Android и Palm Pre.
- TestiPhone[5]

Основанный на веб-браузере симулятор для быстрого тестирования веб-приложений для iPhone. Работает с использованием Internet Explorer 7, Firefox 2 и Safari 3.
- iPhoney[6]

Предоставляет точную среду веб-браузера, разработана Safari. Может быть использована для разработки веб-сайтов для iPhone. Не является эмулятором iPhone. iPhoney запускается только на Mac OS X 10.4.7 и выше.
- BlackBerry Simulator[7]

Существует множество официальных эмуляторов BlackBerry. С любым из них возможна проверка того, как ПО, экран, клавиатура устройства будут работать с приложением.
- Genymotion Android Emulator[8]

Эмулятор Android, включающий в себя готовые и настроенные образы Android (x86 с аппаратным ускорением OpenGL).

## Магазины приложений
Различные инициативы существуют от мобильных операторов и от производителей. Разработчики приложений могут предлагать и публиковать свои программы в магазинах приложений, с возможностью зарабатывать от распределения доходов по продажам. Самым известными являются App Store Apple, где только одобренные приложения могут распространяться и запускаться на iOS устройствах (также известно как walled garden), и Android Market Google, приложения в котором работают на устройствах с Android OS. HP / Palm также имеют Palm App Catalog, где пользователи устройств на HP / Palm webOS могут загружать приложения непосредственно с устройства или отправить ссылку на приложение с помощью уникального метода распространения. Мобильные операторы Telefonica Group и Telecom Italia запустили межплатформенный магазин приложений для своих абонентов. Производитель мобильных устройств Nokia запустил Ovi app store для смартфонов Nokia.